# 26時のマスカレイド
26時のマスカレイド（にじゅうろくじのマスカレイド）は、日本の女性アイドルグループ。2016年9月23日結成。2022年10月30日に解散した。プラチナムピクセル所属、レーベルはBathroom Records。グループ名は「深夜2時（26時）の仮面舞踏会」を意味する。愛称は「ニジマス」。

## 概要
2016年、読モBOYS&GIRLS×Zipperアイドルオーディションで選抜された7人で結成。結成時メンバーの半数が「読モBOYS&GIRLS」、および読者モデルチーム「FLASH TOKYO」に属していた。
『レキシントン』と『プラチナムピクセル』による共同プロデュースによりデビュー。グループ結成時から2019年4月ごろまで吉井美優、森みはるの2名の個人所属もレキシントンであった。
『FASHION&EMOTION』をテーマに掲げ、WEGO×文化服装学院により衣装が制作されていた。

## 来歴
2016年
- 8月25日、合格メンバーのシルエットが解禁された。
- 9月23日、ZIPPER autumn号で正規メンバーが公開された。
- 10月30日、JOL原宿にて『26時のマスカレイド お披露目フリーライブ』を開催した。

2017年
- 3月10日、篠原が卒業。
- 8月4日、お台場・青海周辺エリアで開催された『TOKYO IDOL FESTIVAL 2017』のメインステージ争奪戦で優勝[6]。同月6日、メインステージ（HOT Stage）に出演した。

2018年
- 3月23日、亜桜が卒業。
- 6月9日、オフィシャルファンクラブ『26時会』を開設。
- 10月18日、来栖りんが週刊ヤングジャンプの『制コレ'18』でグランプリを獲得した。

2019年
- 2月6日、夏にメジャーデビューすることを発表。
- 8月7日、メジャーデビューミニアルバム『ちゅるサマ!』を発売。
- 8月、『ちゅるサマ!』がオリコン週間アルバムランキング、Billboard JAPAN Top Albums Sales & HOT Albumsで1位を獲得[7][8][9][10]。
- 9月16日、10月6日の卒業公演、10月12日のちゅるサマ！初回限定盤購入者限定イベントをもって大門果琳が卒業＆芸能界引退[11]。
- 12月、新メンバーを公募[12]。

2020年
- 2月21日（20日深夜）、日本テレビで初の冠バラエティ『26時“ちょい前”のマスカレイド』がスタート[13]。
- 5月28日、Huluで『26時“ちょい前”のマスカレイド Season 2』がスタート。
- 6月21日、中村の加入を発表。最終選考進出者は中村を含めた10人。
- 10月11日、日テレプラスで主演ドラマ『君の名前を好きって書いた』がスタート[14]。
- 12月2日、中村加入後初となるシングルCD『二人だけの初めてをもっと』を発売。

2021年
- 3月29日、ニッポン放送で冠ラジオ番組『26時のマスカレイド Emotional Nights』がスタート[15]（2022年9月まで）。
- 9月8日、5周年記念ミニアルバム『トルマリン』を発売。

2022年
- 4月17日、同年10月30日のライブをもって解散することを発表[16][17]。
- 6月7日、26時会 4th anniversary live〜あなたが聴きたいLIVE曲〜vol.2 にて、同年9月14日に武道館ライブを行うことを発表する。
- 9月14日、日本武道館にてライブを開催。
- 10月30日、東京国際フォーラムでラストライブ開催[18]。ラジオ番組もこの直前に全て終了。

## メンバー

### 解散時のメンバー
| 名前                     | 愛称                  | 生年月日               | 出身     | 身長   | 備考 |
| ------------------------ | --------------------- | ---------------------- | -------- | ------ | --- |
| 来栖りん くるす りん     | りんりん              | 2000年11月8日（24歳）  | 東京都   | 152 cm | - センター - 『週刊ヤングジャンプ』 （集英社）制コレ18 グランプリ |
| 吉井美優 よしい みゆ     | みぃちゃん よしちゃん | 1999年3月2日（26歳）   | 神奈川県 | 159 cm | - 趣味はピンクのもの集め。特技は歯笛。 - 「よく笑う泣き虫、感情のふり幅は無限大」。自称清純派だが天然系であり、テレビ出演時には一ケタの足し算を間違えた。インタビューでは自ら「性格はバカ」と答えている。なお、風邪を引いたことがない。 - 2017年、『週刊ヤングジャンプ』（集英社）「サキドル エース SURVIVAL」SEASON7に参加。 |
| 森みはる もり みはる     | ぱるちゃん            | 1996年10月14日（28歳） | 兵庫県   | 161 cm | - 元『CHOKi CHOKi GiRLS』（内外出版社）読者モデル - 読モBOYS＆GIRLS 公式チーム「FLASH TOKYO」3期生 - 「MISS OF CIRCLE」初代グランプリ - 『LARME』（LARME）公式インフルエンサー「LARME DOLLS」 |
| 江嶋綾恵梨 えじま あえり | えじ あえり           | 1996年5月4日（29歳）   | 福岡県   | 154 cm | - 趣味は自己啓発本を読むこと。特技は24時間笑顔、二重跳び。写真。。 - 福岡のローカルアイドルグループ「QunQun」をはじめ、事務所を転々とした苦労人。ニジマス加入前にアイドル活動を経験した唯一のメンバーである。 - リーダー。亜桜からは「お母さん」と呼ばれた。                                                                  |
| 中村果蓮 なかむら かれん | かれん                | 2001年12月11日（23歳） | 滋賀県   | 160 cm | - 2020年6月加入。 - グループ最年少で、特技は津軽三味線。 |

### 旧メンバー
| 名前                       | 愛称     | 生年月日              | 出身     | 身長   | 備考 |
| -------------------------- | -------- | --------------------- | -------- | ------ | --- |
| 篠原美琴 しのはら みこと   | しのみー | 1996年1月25日（29歳） | 鳥取県   | 153 cm | - 趣味は料理。 - 結成時最年長。 - 2017年3月10日卒業。 - 後に2018年6月から1年半、藍色アステリズムのメンバー（西谷依織 名義）だった。 - 2022年3月よりアルテミスの翼でアクエリアス・イオリの名義で活動中。 |
| 亜桜しおん あさくら しおん | しおしお | 2001年3月23日（24歳） | 埼玉県   | 151 cm | - 趣味は畑作。特技は帯締め。農業高校出身。 - グループ最年少。元気、お転婆。自他ともに認めるうるさいメンバー。 - 2018年3月23日 自身の生誕祭を最後に学業専念のため卒業。 - その後「和泉ふみ」に改名し『虹色の飛行少女』のメンバー（紫藤茜）として活動。 - 2019年6月から12月までReverseTokyoも兼任していた。 - 2022年3月に同グループを卒業、芸能界を引退。 |
| 大門果琳 だいもん かりん   | 大ちゃん | 1999年6月9日（25歳）  | 神奈川県 | 150 cm | - 元子役。 - 2019年10月卒業、芸能界を引退。 |

## 作品
順位は、オリコン・ウィークリーランキング最高位。

### 未収録曲
- PUPPY BOY
- おとめんたりてぃ

### 楽曲一覧
| #  | 公開日         | 曲名                               | 作詞                     | 作曲                | 備考                                                                               |
| -- | -------------- | ---------------------------------- | ------------------------ | ------------------- | ---------------------------------------------------------------------------------- |
| 1  | 2016年10月30日 | B dash!                            | 26時のマスカレイド       | かずぼーい.         | デビューライブで初披露                                                             |
| 2  | 2016年10月30日 | ハローハロー                       | 26時のマスカレイド       | クボナオキ          | デビューライブで初披露                                                             |
| 3  | 2016年10月30日 | GoWay                              | 26時のマスカレイド       | クボナオキ          | デビューライブで初披露                                                             |
| 4  | 2016年11月1日  | ニジマスエモーション               |                          |                     |                                                                                    |
| 5  | 2017年2月11日  | マスカレイドは眠らない             | 26時のマスカレイド       | かずぼーい.         |                                                                                    |
| 6  | 2017年3月12日  | ワスレナグサ                       | かとうれい               | クボナオキ          |                                                                                    |
| 7  | 2017年3月26日  | トワイライト                       |                          |                     |                                                                                    |
| 8  | 2017年3月26日  | 心から…                            | 26時のマスカレイド       | かずぼーい.         |                                                                                    |
| 9  | 2017年6月24日  | ハートサングラス                   | クボナオキ               | クボナオキ          |                                                                                    |
| 10 | 2017年7月1日   | Wai-chai-na                        |                          |                     |                                                                                    |
| 11 | 2017年7月1日   | COLORS                             | 26時のマスカレイド       |                     |                                                                                    |
| 12 | 2017年10月8日  | 仮面に隠れたセレナーデ             | koma'n                   | koma'n              |                                                                                    |
| 13 | 2017年10月8日  | オレンジデイズ                     | 26時のマスカレイド       | 松本ジュン          |                                                                                    |
| 14 | 2017年12月24日 | ベールの夜明け                     | 菊池 諒                  | 芝山武憲            |                                                                                    |
| 15 | 2018年1月3日   | ビタースイート                     | 26時のマスカレイド       | クボナオキ          |                                                                                    |
| 16 | 2018年1月4日   | ゼンキンセン                       | koma'n                   | koma'n              |                                                                                    |
| 17 | 2018年1月4日   | おとめんたりてぃ                   | koma'n                   | koma'n              | 年下組(来栖りん、大門果琳、亜桜しおん)によるユニット曲                             |
| 18 | 2018年1月4日   | PUPPY BOY                          | koma'n                   | koma'n              | 年上組(江嶋綾恵梨、森みはる、吉井美優)によるユニット曲                             |
| 19 | 2018年4月8日   | 七色のツボミ                       | 江嶋綾恵梨               | クボナオキ          |                                                                                    |
| 20 | 2018年6月9日   | チャプチャパ                       | koma'n                   | koma'n              |                                                                                    |
| 21 | 2018年10月30日 | ハナイチモンメ                     | クボナオキ               | クボナオキ          |                                                                                    |
| 22 | 2018年10月30日 | スノウメモリー                     | koma'n                   | koma'n              |                                                                                    |
| 23 | 2018年10月30日 | およげ！ニジマスくん               | メイビーモエ             | かずぼーい.         |                                                                                    |
| 24 | 2019年2月6日   | LOVE&FISH                          | koma'n                   | koma'n              |                                                                                    |
| 25 | 2019年7月6日   | エンジェルナンバー                 | すぅ(SILENT SIREN)       | クボナオキ          |                                                                                    |
| 26 | 2019年7月15日  | アルタイルよ教えて                 | koma'n                   | koma'n              |                                                                                    |
| 27 | 2019年7月15日  | ちゅるサマ！                       | すぅ(SILENT SIREN)       | クボナオキ          |                                                                                    |
| 28 | 2019年10月14日 | 独裁ヒロイン                       | 森みはる                 | クボナオキ          | 森みはるソロ曲                                                                     |
| 29 | 2019年10月26日 | シルクハットパレード               | koma'n                   | koma'n              |                                                                                    |
| 30 | 2019年11月8日  | 『キミタイトル』                   | 来栖りん                 | Junxix.             | 来栖りんソロ曲                                                                     |
| 31 | 2019年11月23日 | アイリス                           | クボナオキ               | クボナオキ          |                                                                                    |
| 32 | 2020年1月31日  | Flash Back                         | 山内あいな(SILENT SIREN) | クボナオキ          |                                                                                    |
| 33 | 2020年7月19日  | 君は青のままで                     | koma'n                   | koma'n              |                                                                                    |
| 34 | 2020年10月5日  | 妄想シンドローム                   | クボナオキ               | クボナオキ          | FM FUJI「GirlsGirlsGirls=FULL BOOST=フジマスカレイディオ」にてフルバージョン初公開 |
| 35 | 2020年11月18日 | 二人だけの初めてをもっと           | koma'n                   | koma'n              |                                                                                    |
| 36 | 2020年12月10日 | アイスティーラブ                   | クボナオキ               | クボナオキ          |                                                                                    |
| 37 | 2020年12月24日 | それは素敵な、ノヴェレッテでした。 | koma'n                   | koma'n              |                                                                                    |
| 38 | 2021年3月2日   | 想ひ月                             | 吉井美優                 | koma'n              | 吉井美優ソロ曲                                                                     |
| 39 | 2021年6月9日   | 10年分のフォトグラフ               | 江嶋綾恵梨               | リリィ、さよなら。  | 江嶋綾恵梨のアイドル活動10周年アニバーサリーソング                                 |
| 40 | 2021年6月12日  | 恋をしてみてもいいですか？         | 中村果蓮・クボナオキ     | クボナオキ          | 中村果蓮ソロ曲                                                                     |
| 41 | 2021年6月23日  | ダンデライオンに恋を               | クボナオキ               | クボナオキ          |                                                                                    |
| 42 | 2021年7月30日  | メロサマ                           | すぅ(SILENT SIREN)       | 村田祐一(LIVE LAB.) |                                                                                    |
| 43 | 2021年9月8日   | トルマリン                         | 江嶋綾恵梨               | クボナオキ          |                                                                                    |
| 44 | 2022年4月27日  | トゥインクル・ディバディ・ドゥ     | Junxix.                  | Junxix.             |                                                                                    |
| 45 | 2022年8月31日  | BiBiBiBit                          | クボナオキ               | クボナオキ          | ビビッドアーミーとのコラボ楽曲                                                     |
| 46 | 2022年9月7日   | 未来へのハーモニー                 | Junxix.                  | Junxix.             |                                                                                    |

## ライブ

### 主催ライブ
- ニジマス大感謝祭！〜神マスカレイド番外編〜（2019年9月16日、横浜ベイホール）
- 大門果琳卒業公演（2019年10月6日、山野ホール）
- 森みはる生誕祭[38]（2019年10月14日、渋谷 duo music exchange）
- 26時のマスカレイド 3rd Anniversary Tour（2019年10月26日、名古屋ボトムライン）
- 26時のマスカレイド 3rd Anniversary Tour（2019年11月4日、仙台CLUB JUNK BOX）
- 来栖りん生誕祭（2019年11月9日、LIQUIDROOM）
- 26時のマスカレイド 3rd Anniversary Tour（2019年11月9日、福岡BEAT STATION）
- 26時のマスカレイド 3rd Anniversary Tour（2019年11月16日、松下IMPホール）
- 26時のマスカレイド 3rd Anniversary Tour（2019年11月23日、昭和女子大学 人見記念講堂）
- 怪盗マスカレイドツアー後夜祭〜Complete Night〜（2019年11月28日、白金高輪SELENE b2）
- クリスマスカレイド2019〜君の心を頂戴します！〜（2019年12月21日、新宿）
- ファンミーティング@沖縄（2019年12月27日、沖縄）
- 2月6日のマスカレイド ～今宵はバンドで踊りましょ？～ vol.2（2020年2月6日、マイナビBLITZ赤坂）
- 26時のマスカレイド スペシャルライブ 2020 in OSAKA 〜ニジマスアドベンチャー〜（2020年5月15日、Zepp Osaka Bayside）新型コロナウイルス感染拡大の影響で開催自粛
- 26時のマスカレイド スペシャルライブ 2020 in Tokyo 〜ニジマスアドベンチャー〜（2020年6月6日、TOKYO DOME CITY HALL）新型コロナウイルス感染拡大の影響で開催自粛
- 新メンバー発表ライブ（2020年6月21日、オンラインにて開催）
- 26時のマスカレイド 新メンバーお披露目無観客ライブ（2020年7月19日、オンライン配信）
- ニジマス定期公演 Vol.20（2020年10月28日、EX THEATER ROPPONGI）
- ニジマス定期公演 Vol.21（2020年11月20日、EX THEATER ROPPONGI）
- ニジマス定期公演 Vol.22（2020年12月10日、EX THEATER ROPPONGI）
- クリスマスカレイド2020〜それは素敵な、クリスマスでした。〜（2020年12月24日、Zepp Haneda）
- 26時のマスカレイド スペシャルライブ ～ニジマスアドベンチャー～（2021年1月17日、COOL JAPAN PARK OSAKA TTホール）緊急事態宣言発令に伴い開催延期
- 26時のマスカレイド スペシャルライブ ～ニジマスアドベンチャー～（2021年1月23日、日本特殊陶業市民会館ビレッジホール）緊急事態宣言発令に伴い開催延期
- 26時のマスカレイド スペシャルライブ ～ニジマスアドベンチャー～（2021年2月6日、豊洲PIT）緊急事態宣言発令に伴い開催延期
- 吉井美優生誕祭（2021年3月2日、恵比寿ザ・ガーデンホール）
- 江嶋綾恵梨生誕祭（2021年5月4日、品川インターシティーホール無観客配信）中止
- 江嶋綾恵梨 生誕祭&26時会3周年記念祭（2021年6月9日、ヒューリックホール東京）
- 森みはる 生誕祭（2021年10月14日、ヒューリックホール東京）
- 来栖りん 生誕祭（2021年11月8日、EX THEATER ROPPONGI）
- 中村果蓮 生誕祭（2021年12月12日、品川インターシティホール）
- クリスマスカレイド〜なぁなぁ、今年のクリスマスは誰とすごすん？〜（2021年12月24日、Zepp DiverCity）
- 26時のマスカレイド 5th Anniversary 年末スペシャルライブ（2021年12月29日、TOKYO DOME CITY HALL）
- 2月6日のマスカレイド ～今宵はバンドで踊りましょ？～ vol.3 （2022年2月6日、LINE CUBE SHIBUYA）
- 吉井美優 生誕祭（2022年3月7日、EX THEATER ROPPONGI）
- 26時のネバーランド（2022年5月1日、パシフィコ横浜 国立大ホール）
- 江嶋綾恵梨 生誕祭（2022年5月10日、EX THEATER ROPPONGI）
- 26時会 4th anniversary live〜あなたが聴きたいLIVE曲〜vol.2 （2022年6月7日、Spotify O-EAST）
- 26時のマスカレイド The Last Year 特別公演『26時のマスカレイド×日本武道館』（2022年9月14日、日本武道館）

### 出演ライブ
- PLATINUM IDOL FESTIVAL（2019年8月17日、OTODAMA SEA STUDIO）
- MARQUEE祭Vol.38（2019年8月21日、TSUTAYA O-EAST）
- @JAM EXPO 2019（2019年8月24日・25日、横浜アリーナ）
- ヴィレッジヴァンガードコラボグッズ発売記念イベント（2019年9月3日、MAGNET by SHIBUYA109 5Fイベントスペース A-MEC）
- MARQUEE祭 Vol.40（2019年9月5日、TSUTAYA O-EAST）
- MX IDOL FESTIVAL Vol.11（2019年9月7日、Zepp DiverCity）
- 出張！六本木アイドルフェスティバルin激辛グルメ祭り（2019年9月8日、新宿BLAZE）
- サイサイフェス2019（2019年9月14日、新木場スタジオコースト）
- IDOL CONTENT EXPO ～Autumn Premium Live～（2019年9月17日、TSUTAYA O-EAST）
- IDOL“BREAKER²”（2019年9月20日、マイナビBLITZ赤坂）
- E POP GALAXY !!〜夜公演〜（2019年10月20日、CLUB QUATTRO）
- IDOL CONTENT EXPO ～Halloween Premium Night～（2019年10月21日、TSUTAYA O-EAST）
- MARQUEE祭 Vol.44（2019年10月22日、渋谷 duo music exchange）
- 第57回千葉大祭（2019年11月2日、千葉大学 西千葉キャンパス）
- SHIGA IDOL COLLECTION〜2019Autumn〜（2019年11月10日、野洲文化ホール）
- MARQUEE祭 Vol.48（2019年12月17日、TSUTAYA O-EAST）
- TGC teen 2019 Winter（2019年12月25日、新木場STUDIO COAST）
- @JAM × GFO Xmas LIVE 2019（2019年12月26日、沖縄カヌチャリゾート）
- NewYear Premium Party 2020（2020年1月2日・3日、お台場・青海周辺エリア）
- MX IDOL FESTIVAL VOL.13（2020年1月18日、Zepp DiverCity）
- MX IDOL FESTIVAL VOL.14（2020年1月19日、Zepp DiverCity）
- @JAM the Field vol.17（2020年2月22日、新宿BLAZE）

## 出演

### テレビ
- この指と～まれ！（2017年9月8日、フジテレビ）[39]
- アイドルチャンピオンボウリング2018（2018年5月22日、フジテレビONE）[40]
- 本能Z（2019年1月30日、CBCテレビ）[41]
- 26時“ちょい前”のマスカレイド（2020年2月21日（20日深夜） -  3月27日（26日深夜）、日本テレビ）[13]
- The Day.～アーティストたちの特別なあの日～【26時のマスカレイド】（2021年9月23日、日テレプラス）[42]

### テレビドラマ
- だから私は推しました 第4回（2019年8月17日、NHK総合） - ライブゲスト 役
- 君の名前を好きって書いた（2020年10月11日 - 12月6日、日テレプラス） - 主演

### ウェブテレビ
- 矢口真里の火曜The NIGHT （2017年9月12日、12月27日、2019年6月19日、AbemaTV）
- 26時“ちょい前”のマスカレイド Season2（2020年5月28日 - 9月3日、Hulu）
- 密着！最後のTIFです。夏の主役はニジマスだー！（TVer・FOD）
  - #1 「ニジマス最後のTIFの前に本音インタビュー」（2022年7月29日）[43]
  - #2 「ニジマス密着最後のTIF舞台裏と全ステージ」（2022年8月22日）[44]

### ラジオ
- ラジオiNEWS（2018年9月、ラジオNIKKEI第1放送）- 毎週木曜日 月間ゲスト
- HITS! THE TOWN（2018年12月8日、NACK5）- ゲスト
- GIRLS♥GIRLS♥GIRLS =RED ZONE= ニジマスの今宵も一緒に踊りましょ → フジマスカレイディオ（2019年7月2日 - 2020年3月31日 → 2020年4月6日 - 2022年10月24日、FM FUJI）- パーソナリティ
- マスたちのパジャマトーク（2019年7月3日 - 12月26日、NACK5『ラジオのアナ〜ラジアナ』内）- レギュラー
- 26時のマスカレイド Emotional Nights（2021年3月29日 - 2022年9月26日、ニッポン放送）- パーソナリティ[15]

### 雑誌
- 月刊エンタメ（2019年8月30日、徳間書店）

## 書籍

### 写真集
- 来栖りん1st写真集「16歳のコアクマ」(2017年7月28日、EA)[45][46]
- 来栖りん1stメジャー写真集「Lakka」(2019年11月14日、集英社)
- Aeri Ejima 10th Anniversary Book『memorial.』（ジャパンミュージックネットワーク株式会社）
- 森みはる1st写真集『24』（2021年2月8日、扶桑社）
- 26時のマスカレイド 5th anniversary book ニジログ（2021年10月26日、東京ニュース通信社）
- 吉井美優1st写真集『Momentary』(2022年3月11日、小学館)